# Ik kom bij je slapen
Ik kom bij je slapen is een televisieprogramma dat door de EO wordt uitgezonden op Nederland 3. In dit programma gaan jongeren couchsurfen om antwoord te krijgen op levensvragen en dilemma's waar ze mee worstelen. Het programma wordt gepresenteerd door Klaas van Kruistum.

## Het programma
Het programma begint met dat presentator Klaas van Kruistum de kandidaat op pad stuurt naar drie logeeradressen. Op deze logeeradressen wonen mensen die iets vergelijkbaars hebben meegemaakt of vanuit hun visie ook een mening kunnen geven. Na op alle drie de adressen gelogeerd te hebben, neemt de kandidaat aan de hand van de gewonnen inzichten een beslissing.